# Kostel svatého Floriána (Staré Lublice)
Kostel svatého Floriána je empírový římskokatolický farní kostel římskokatolické farnosti Kružberk, která se nachází na katastrálním území obce Staré Lublice v okrese Opava. V roce 1964 byl zapsán do Ústředního seznamu kulturních památek České republiky.

## Historie
V roce 1746 byla postavena zděná kaple zasvěcena svatému Floriánovi a v její blízkosti v roce 1784 postavena fara. V letech 1810–1811 byl na místě kaple postaven kostel a kaple byla vkomponována do stavby kostela stavitelem byl Antonín Englisch. Základní kámen byl položen 23. dubna 1811 a na závěr na věži postaveného kostela byl 12. října 1812 usazen kříž. V roce 1877 byly instalovány do věže hodiny Franzem Kyllianem z Velkých Heraltic.

## Architektura

### Exteriér
Kostel je jednolodní zděná omítaná orientovaná stavba na obdélném půdorysu s trojbokým kněžištěm, hranolovou věží v západním průčelí a sakristií na jižní straně lodi. Loď má sedlovou střechu krytou břidlicí, věž je zakončená odstupňovanou helmicí (mansardová helmice). Po stranách věže jsou štítová křídla s volskými okny. Zdi jsou hladce omítané, okna mají půlkulaté ukončení. Vstupní portál je jednoduchý, obdélníkového tvaru. Nad ním je výrazné zasklené kruhové okno. Průčelí je vertikálně členěno dvěma pilastry s dórskou hlavicí.

### Interiér
Loď je zaklenuta třemi poli pruských placek na pasech, podvěží má jednu placku. V lodi je čtrnáct obrazů Křížové cesty z roku 1883. V hlavním oltáři je umístěn obraz svatého Floriána z roku 1861, který namaloval Josef Kristler z Moravského Berouna. Kněžiště vyzdobil v roce 1883 Pavel Assmann z Opavy.
Ve věži byly původně tři zvony, které zřejmě byly přeneseny ze staré kaple. Jeden ze zvonů s reliéfem Krista na kříži byl ulit asi v druhé polovině 15. století. Druhý zvon byl ulit v roce 1636 a je zdoben reliéfy Krista na kříži a Madony.
Na kruchtě jsou varhany z roku 1873 od krnovské varhanářské firmy F. Rieger und Söhne. Mají jeden manuál a 11 rejstříků s opusovým číslem 2. Jsou to varhany, už byly vyráběny sériovým způsobem. V roce 2014 byly opravovány.

## Kaple
V polovině 19. století byla u kostela postavena kaple zasvěcena svaté Anně. Pro špatný stav a částečné zřícení byla bez vědomí stavebního a okresního úřadu odstraněna. Její památková ochrana zanikla v roce 2002.
Kaple byla zděná drobná stavba na půdorysu obdélníku uzavřena apsidálním kněžištěm. Sedlová střecha byla krytá břidlicí. Štítové průčelí bylo zdobeno pilastry a pásovou rustikou. Korunní profilovaná římsa byla krytá břidlicí, nad ní byl trojúhelníkový štít s nehlubokým výklenkem. V ose průčelí byl obdélný vchod s půlkruhovým záklenkem. V interiéru byla pruská placka, v kněžišti koncha.